# Jeux de la Francophonie de 2009
 (avril 2025).
Navigation
Niamey 2005 Nice 2013
Les Jeux de la Francophonie 2009,  VIes Jeux de la Francophonie, se sont déroulés du 27 septembre au 6 octobre 2009 à Beyrouth, au Liban.

## Organisation
Pour la première fois, les Jeux sont tenus sous l’égide de l’Organisation internationale de la francophonie. Ils sont considérés comme un succès par l’Organisation qui félicite le Liban pour son engagement et remet la Médaille Senghor à son président Michel Sleiman.

### Aspects économiques
L’organisation des Jeux est déléguée à un comité national par le Comité international des Jeux de la Francophonie, organe de l’Organisation internationale de la francophonie. Le financement revient pour 50% au Liban, pays organisateur. Le budget de l’organisation nationale est de 10 millions EUR pour quatre ans ; celui du CIJF durant la même période est de 2 millions EUR.

### Mascotte
La mascotte des jeux est le Cédrus, le phénix des forêts libanaises, représenté de façon stylisée sur le logotype des Jeux.

### Pays invités
Tous les États et gouvernements de l’OIF sont invités à participer aux Jeux de la Francophonie, mais seule une quarantaine de délégations étaient présentes à Beyrouth en 2009.
| - Arménie - Bénin - Bulgarie - Burkina Faso - Burundi - Cambodge - Cameroun - Canada - Nouveau-Brunswick - Québec - Cap-Vert - République centrafricaine - Chypre - Comores - Communauté française de Belgique - République démocratique du Congo - République du Congo - Côte d'Ivoire - Dominique | - Égypte - France - Gabon - Grèce - Guinée - Guinée-Bissau - Guinée équatoriale - Haïti - Laos - Liban - Luxembourg - Macédoine - Madagascar - Mali - Maroc - Maurice - Mauritanie | - Monaco - Mozambique - Niger - Roumanie - Rwanda - Sénégal - Seychelles - Suisse - Tchad - Togo - Tunisie - Viêt Nam |

## Déroulement

### Calendrier
La cérémonie d’ouverture a lieu le 27 septembre, au lendemain des premiers matchs de football. Les premières finales se déroulent dès le 28.
| CO | Cérémonie d'ouverture | ● | Épreuve | 1 | Finale d'épreuve (‡) | CC | Cérémonie de clôture |

| septembre-octobre 2009  | 26 Sam | 27 Dim | 28 Lun | 29 Mar | 30 Mer | 1er Jeu | 2 Ven | 3 Sam | 4 Dim | 5 Lun | 6 Mar | Épreuves |
| ----------------------- | ------ | ------ | ------ | ------ | ------ | ------- | ----- | ----- | ----- | ----- | ----- | -------- |
| Cérémonies              |        | CO     |        |        |        |         |       |       |       |       | CC    | —        |
| Football                | ●      |        | ●      |        | ●      |         |       | ●     |       | ●     | 1     | 1        |
| Tennis de table         |        |        | ●      | ●      | ●      | 2       | ●     | 1     | 1     |       |       | 4        |
| Basketball              |        |        | ●      | ●      | ●      |         | ●     | ●     | ●     | 1     |       | 1        |
| Judo                    |        |        | 5      | 5      | 4      |         |       |       |       |       |       | 14       |
| Boxe                    |        |        |        | ●      | ●      | ●       | ●     | ●     | ●     | 11    |       | 11       |
| Athlétisme              |        |        |        |        |        | 3       | 13    | 9     | 9     | 12    |       | 46       |
| Volleyball (†)          |        |        | ●      | ●      | ●      |         | ●     | ●     | 2     |       |       | 2        |
| Peinture                |        | ●      | ●      | ●      | ●      | ●       | ●     | 1     |       |       |       | 1        |
| Photographie            |        | ●      | ●      | ●      | ●      | ●       | ●     | 1     |       |       |       | 1        |
| Sculpture               |        | ●      | ●      | ●      | ●      | ●       | ●     | 1     |       |       |       | 1        |
| Littérature             |        |        | ●      | ●      | ●      | ●       |       | 1     |       |       |       | 1        |
| Conte                   |        |        | ●      | ●      | ●      | ●       | 1     |       |       |       |       | 1        |
| Danse                   |        |        | ●      | ●      | ●      | ●       |       | 1     |       |       |       | 1        |
| Chanson                 |        |        | ●      | ●      | ●      | ●       |       |       | 1     |       |       | 1        |
| Nombre total de finales | 0      | 0      | 5      | 5      | 4      | 5       | 14    | 15    | 13    | 24    | 1     | 86       |
| Total                   | 0      | 0      | 5      | 10     | 14     | 19      | 33    | 48    | 61    | 85    | 86    | 22       |

† Les médailles décernées pour le volleyball, discipline de spectacle, ne sont pas prises en compte dans les classements.

‡ Le chiffre indique le nombre de finales qui se tiennent ce jour-là pour chaque discipline.

### Disciplines
14 disciplines figuraient au programme des Jeux de la Francophonie 2009 :
- 7 compétitions sportives : athlétisme, basket-ball féminin, boxe, football junior (pour les moins de 20 ans), judo, tennis de table ainsi que le volleyball sur sable en tant que « discipline de spectacle »
- 7 concours culturels :  chanson, conte, danse de création, littérature, peinture, photographie et sculpture.

## Tableau des médailles
| Rang  | Nation                           | Or | Argent | Bronze | Total |
| ----- | -------------------------------- | -- | ------ | ------ | ----- |
| 1     | France                           | 23 | 9      | 17     | 49    |
| 2     | Maroc                            | 12 | 20     | 15     | 47    |
| 3     | Roumanie                         | 10 | 4      | 10     | 24    |
| 4     | Canada                           | 9  | 10     | 18     | 37    |
| 5     | Égypte                           | 4  | 5      | 5      | 14    |
| 6     | Maurice                          | 3  | 3      | 2      | 8     |
| 7     | Rwanda                           | 3  | 2      | 0      | 5     |
| 8     | Tunisie                          | 2  | 7      | 5      | 14    |
| 9     | Cameroun                         | 2  | 2      | 8      | 12    |
| 10    | Côte d'Ivoire                    | 2  | 2      | 1      | 5     |
| 11    | Québec                           | 2  | 0      | 4      | 6     |
| 12    | Tchad                            | 2  | 0      | 0      | 2     |
| 13    | Sénégal                          | 1  | 8      | 5      | 14    |
| 14    | Viêt Nam                         | 1  | 2      | 1      | 4     |
| 15    | Communauté française             | 1  | 1      | 4      | 6     |
| 16    | Suisse                           | 1  | 1      | 3      | 5     |
| 17    | République démocratique du Congo | 1  | 0      | 3      | 4     |
| 18    | République du Congo              | 1  | 0      | 2      | 3     |
| 19    | Burkina Faso                     | 1  | 0      | 1      | 2     |
| 20    | Macédoine                        | 1  | 0      | 0      | 1     |
| 20    | Seychelles                       | 1  | 0      | 0      | 1     |
| 22    | Liban (pays hôte)                | 0  | 4      | 0      | 4     |
| 23    | Mali                             | 0  | 1      | 1      | 2     |
| 24    | Arménie                          | 0  | 1      | 0      | 1     |
| 24    | Bénin                            | 0  | 1      | 0      | 1     |
| 26    | Bulgarie                         | 0  | 0      | 1      | 1     |
| 26    | Burundi                          | 0  | 0      | 1      | 1     |
| 26    | République centrafricaine        | 0  | 0      | 1      | 1     |
| 26    | Luxembourg                       | 0  | 0      | 1      | 1     |
| Total | Total                            | 83 | 83     | 109    | 275   |